# فرانتس وبر (بازیکن فوتبال)
فرانتس وبر (آلمانی: Franz Weber; ۳ ژوئیهٔ ۱۸۸۸ – ۷ مهٔ ۱۹۴۷) بازیکن فوتبال اهل اتریش بود.
از باشگاه‌هایی که در آن بازی کرده‌است می‌توان به باشگاه فوتبال فرست وینا اشاره کرد.